# Білістіха
Білістіха (дав.-гр. Βιλιστίχη) — конкубіна еліністичного періоду. Вона відома як офіційна наложниця Птолемея ІІ Філадельфа, якому, за деякими свідченнями, народила сина, Птолемея Андромаха. Народилася не пізніше 280 року до н.е.
Існують взаємосуперечні відомості щодо її походження. Наприклад, у папірусах Зенона з Кавна згадується її батько на ім'я Філон, який міг бути адміралом Птолемея ІІ. Павсаній вважає Білістіху македонянкою, Афіней — аргів'янкою (при чому веде її родовід від Атрея); Плутарх писав, що Білістіха була іноземною рабинею, купленою на ринку. На користь цієї теорії говорить непостійність написання її імені у різних авторів: зустрічаються і Белістіха, і Белестіха, і Блістіха і навіть Філістіха. Англійський єгиптолог Фліндерс Пітрі висунув припущення, що її ім'я має іберійське походження. Також висувалася гіпотеза, що вона була родом з фінікійського Тіру. Зараз переважає думка, що "Білістіха" — це варіант грецького імені в одному з македонських діалектів.
Відомо, що її жеребці двічі перемагали на Олімпійських іграх — у 268 та 264 роках до н.е. В одному з Оксіринхських папірусів (том II, 222) засвідчено перемогу Білістіхи у тетриппоні (перегони на колісницях з чотирма кіньми); а Євсевій Кесарійський вказує у своєму списку Олімпійських переможців такого-собі Філістіаха Македонця (Philistiakus Maketi), який здобув перемогу у синорисі (перегони на колісницях з двома кіньми). Вважається, що під цим іменем мається на увазі саме Білістіха.
Приблизно в 251/250 році до н.е. Білістіха виконувала функції канефори — факт, який викликав подив навіть в античних авторів, оскільки на роль канефор зазвичай обирали незайманих дівчат з бездоганною репутацією.
Поет Сотад написав про неї вірш, який не зберігся, але який згадується в Суді. Оскільки Сотад несхвально ставився до Птолемея ІІ, можна припустити, що Білістіха теж заслужила його неприязнь.
Завдячуючи своєму престижному становищу, Білстіха жила в багатстві та розкоші до самої смерті. Фрагменти папірусів з міста Анкіронполіс, що датуються 239-238 роками до н.е., свідчать, що вона давала позики.
Згідно зі свідченням Климента Александрійського, Білістіха померла в Канопусі, але її тіло поховане під святилищем Серапіса в Александрії. Після її смерті, Птолемей ІІ обожествив свою коханку під іменем Афродіта Білістіха.